# George Pilgrim
George Pilgrim ist ein US-amerikanischer Schauspieler.

## Leben
Pilgrim erhielt erste Rollen als Episodendarsteller ab 1989. 1991 wirkte er in drei Episoden der Fernsehserie California Clan mit. 1994 übernahm er die Rolle des Antagonisten Billy in der Horrorkomödie Teenage T-Rex: Der Menschen-Dinosaurier. Im Folgejahr übernahm er die Rolle des Billy the Kid im Film Timemaster – Aus der Zukunft zurück. Ab demselben Jahr bis einschließlich 1996 spielte er in insgesamt 21 Episoden der Fernsehserie Springfield Story die Rolle des J. Chamberlain. Nach seinem Serienaus zog er nach Los Angeles, Kalifornien. Ende der 1990er Jahre folgten Rollen in den Fernsehfilmen Verzauberte Weihnachten, The Cowboy and the Movie Star und Addams Family – Und die lieben Verwandten sowie 2001 eine Episodenrolle in der Fernsehserie V.I.P. – Die Bodyguards.
Aufgrund von Steuerbetrug verbüßte Pilgrim eine über zwei Jahre dauernde Haftstrafe. 2015 wurde bekannt, dass er eine Affäre mit der Filmproduzentin Sydney Holland führte. Diese war zu dieser Zeit in einer Beziehung mit dem Milliardär Sumner Redstone.

## Filmografie (Auswahl)

### Schauspiel
- 1989: Oklahoma Passage (Miniserie, Episode 1x01)
- 1991: California Clan (Santa Barbara, Fernsehserie, 3 Episoden)
- 1993: Go West (Fernsehserie, Episode 1x04)
- 1993: Foxy Fantasies (Fernsehserie, Episode 2x09)
- 1994: Teenage T-Rex: Der Menschen-Dinosaurier (Tammy and the T-Rex)
- 1995: Timemaster – Aus der Zukunft zurück (Timemaster)
- 1995–1996: Springfield Story (Guiding Light, Fernsehserie, 21 Episoden)
- 1997: Verzauberte Weihnachten (The Christmas List, Fernsehfilm)
- 1998: The Cowboy and the Movie Star (Fernsehfilm)
- 1998: Addams Family – Und die lieben Verwandten (Addams Family Reunion, Fernsehfilm)
- 2001: V.I.P. – Die Bodyguards (V.I.P., Fernsehserie, Episode 3x18)

### Filmschaffender
- 2013: Uncovering Aliens (Fernsehserie, Episode 1x01; Regie und Drehbuch)